# A. Elizabeth Jones

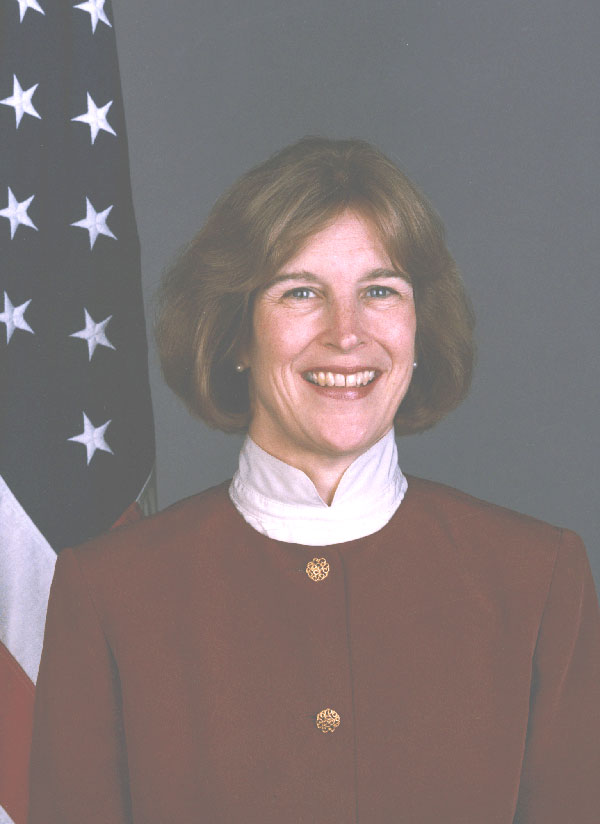
A. Elizabeth Jones

A. Elizabeth Jones (* 1948 in München) ist eine ehemalige US-amerikanische Diplomatin, die unter anderem von 1995 bis 1998 Botschafterin in Kasachstan sowie zwischen 2001 und 2005 Assistant Secretary of State for European and Eurasian Affairs war.

## Leben
A. Elizabeth Jones, deren Eltern ebenfalls Diplomaten waren, wuchs in München und West-Berlin auf, wo sie auch die Schule besuchte. Ein darauf folgendes grundständiges Studium der Geschichte am Swarthmore College, schloss sie 1970 mit einem Bachelor of Arts (B.A. History) ab.
Im Anschluss trat sie in den auswärtigen Dienst (Foreign Service) ein und war anfangs von 1971 bis 1972 Vizekonsulin an der Botschaft in Afghanistan sowie anschließend zwischen 1972 und 1973 Referent für Öffentlichkeitsarbeit im Referat für Nahost- und Südasienangelegenheiten des Außenministeriums in Washington, D.C. Nachdem sie zwischen 1973 und 1975 Politische Referentin an der Botschaft in Ägypten war, folgte von 1977 bis 1979 eine Verwendung als Politische Referentin an der Botschaft in Jordanien. Sie war danach zwischen 1979 und 1980 stellvertretende Leiterin der US-Interessenvertretung im Irak sowie von 1981 bis 1983 Libanon-Referentin im Außenministerium.
Dort war A. Elizabeth Jones von 1983 bis 1984 stellvertretende Leiterin des Sachgebiets für Libanon, Jordanien, Syrien und Irak sowie anschließend zwischen 1985 und 1988 stellvertretende Leiterin der Wirtschafts- und Handelsabteilung am Generalkonsulat in West-Berlin. Während dieser Zeit absolvierte sie ein postgradualen Studium im Fach Internationale Beziehungen an der Boston University, das sie 1986 mit einem Master of Arts (M.A. International Relations) beendete.
Sie war zwischen 1988 und 1992 stellvertretende Leiterin der Gesandtschaft in Islamabad sowie von 1992 bis 1993 stellvertretende Leiterin der Gesandtschaft in Bonn. Nachdem A. Elizabeth Jones zwischen 1993 und 1994 Verwaltungsassistentin von Außenminister Warren Christopher war, wurde sie am 18. Oktober 1995 Nachfolgerin von William Harrison Courtney als Botschafterin in Kasachstan. Diesen Posten bekleidete sie bis zum 12. Oktober 1998, woraufhin am 23. Januar 1999 Richard H. Jones neuer Botschafter in Kasachstan wurde. Danach fungierte sie zwischen 1998 und 2000 als erste stellvertretende Leiterin des Referats für den Nahen Osten (Principal Deputy Assistant Secretary of State for Near Eastern Affairs). Ihre am 22. Januar 2000 ausgesprochene Nominierung für den Posten als Botschafterin in der Bundesrepublik Deutschland wurde durch den Senat nicht bestätigt, so dass John Kornblum Botschafter in der Bundesrepublik Deutschland blieb.
Zuletzt war A. Elizabeth Jones von 2001 bis 2005 als Assistant Secretary of State for European and Eurasian Affairs Leiterin des Referats für Europa und Eurasien im Außenministerium. Am 12. Oktober 2004 wurde ihr der Titel Career Ambassador verliehen, der höchste Rang im auswärtigen Dienst. Nachdem sie anschließend aus dem diplomatischen Dienst ausgeschieden war, wurde sie 2005 Geschäftsführende Vizepräsidentin des Kommunikationsberatungsunternehmens APCO Worldwide. Im Jahr 2023 agierte sie kurzzeitig als Botschafterin in Ägypten.
Aus ihrer Ehe mit Thomas A. Homan gingen ein Sohn und eine Tochter hervor.